# Vuelta a España 2013
La 68.ª edición de la Vuelta a España se disputó desde el 24 de agosto hasta el 15 de septiembre, entre las localidades de Villanueva de Arosa y Madrid, con un recorrido total de 3.358,9 km repartidos en 21 etapas.
Diez localidades fueron salidas inéditas en el 2013, las de Villanueva de Arosa, Lalín/La Estrada, Sober, Antequera, Torredelcampo, Maella, Valls, Bagá, Graus y Leganés (Parquesur); mientras que también hubo 10 finales inéditos de etapa, los de Bayona (Alto do Monte da Groba), Villagarcía de Arosa (Mirador de Lobeira), Finisterre, Lago de Sanabria, Mairena del Aljarafe, Estepona (Alto de Peñas Blancas), Güéjar Sierra (Alto de Hazallanas), Tarazona, Castelldefels y Peyragudes (Francia).
Al igual que en la pasada edición el recorrido fue criticado por los medios especializados aunque no de forma tan dura debido al aumento de kilómetros en la contrarreloj por equipos y al aumento de dureza en las etapas pirenaicas.
La carrera formó parte del UCI WorldTour 2013.
El ganador final fue Chris Horner (quien además del jersey rojo se hizo con dos etapas y la clasificación de la combinada). Le acompañaron en el podio Vincenzo Nibali y Alejandro Valverde (vencedor de la clasificación de la regularidad), respectivamente.
En las otras clasificaciones y premios secundarios se impusieron Nicolas Edet (montaña), Euskaltel Euskadi (equipos) y Javier Aramendia (combatividad). Los corredores que más victorias obtuvieron fueron Dani Moreno, Michael Matthews y Warren Barguil con 2 cada uno; por otra parte destacó el hecho de que ningún equipo español obtuvo victorias y que los ciclistas franceses superaron en victorias (4) a los españoles (3).

## Equipos participantes
Tomaron parte en la carrera los 19 equipos de categoría UCI ProTeam (al tener asegurada y ser obligada su participación); más 3 de categoría Profesional Continental invitados por la organización (Caja Rural-Seguros RGA, Cofidis, Solutions Crédits y Team NetApp-Endura). Formando así un pelotón de 198 ciclistas con 9 corredores cada equipo (cerca del límite de 200 establecido para carreras profesionales) aunque finalmente fueron 197 tras la exclusión de Theo Bos por parte de su equipo (Belkin) al no estar en condiciones de competir por valores bajos de cortisona, de 8 corredores por equipos (excepto el mencionado Belkin que salió con 7). Los equipos participantes fueron:
| ProTeams (19)- AG2R La Mondiale - Argos-Shimano - Astana - Belkin - BMC Racing Team - Cannondale Pro Cycling - Euskaltel-Euskadi - FDJ.fr - Garmin Sharp - Katusha - Lampre-Merida - Lotto-Belisol - Movistar Team - Omega Pharma-Quick Step - Orica-GreenEDGE - RadioShack-Leopard - Saxo-Tinkoff - Sky - Vacansoleil-DCM Equipos continentales profesionales (3)- Caja Rural-Seguros RGA - Cofidis, Solutions Crédits - NetApp-Endura |
| |

## Etapas
| Etapa      | Fecha     | Recorrido                                                 | type                     | Distancia (km) | Ganador           | Líder           |
| ---------- | --------- | --------------------------------------------------------- | ------------------------ | -------------- | ----------------- | --------------- |
| 1.ª etapa  | 24 de ago | Villanueva de Arosa – Sanxenxo                            | contrarreloj por equipos | 27,4           | Astana            | Janez Brajkovič |
| 2.ª etapa  | 25 de ago | Pontevedra – Bayona                                       | etapa de media montaña   | 177,7          | Nicolas Roche     | Vincenzo Nibali |
| 3.ª etapa  | 26 de ago | Vigo – Villagarcía de Arosa                               | etapa llana              | 184,8          | Chris Horner      | Chris Horner    |
| 4.ª etapa  | 27 de ago | Lalín – La Estrada                                        | etapa de media montaña   | 189            | Dani Moreno       | Vincenzo Nibali |
| 5.ª etapa  | 28 de ago | Sober – Parque natural del Lago de Sanabria y Alrededores | etapa de media montaña   | 174,3          | Michael Matthews  | Vincenzo Nibali |
| 6.ª etapa  | 29 de ago | Guijuelo – Cáceres                                        | etapa llana              | 175            | Michael Mørkøv    | Vincenzo Nibali |
| 7.ª etapa  | 30 de ago | Almendralejo – Mairena del Aljarafe                       | etapa llana              | 205,9          | Zdeněk Štybar     | Vincenzo Nibali |
| 8.ª etapa  | 31 de ago | Jerez de la Frontera – Alto de Peñas Blancas              | etapa de media montaña   | 166,6          | Leopold König     | Nicolas Roche   |
| 9.ª etapa  | 1 de sep  | Antequera – Valdepeñas de Jaén                            | etapa de media montaña   | 163,7          | Dani Moreno       | Dani Moreno     |
| 10.ª etapa | 2 de sep  | Torredelcampo – Alto de Hazallanas                        | etapa de montaña         | 186,8          | Chris Horner      | Chris Horner    |
|            | 3 de sep  | Día de descanso                                           | Día de descanso          |                |                   |                 |
| 11.ª etapa | 4 de sep  | Tarazona – Tarazona                                       | contrarreloj individual  | 38,8           | Fabian Cancellara | Vincenzo Nibali |
| 12.ª etapa | 5 de sep  | Maella – Tarragona                                        | etapa llana              | 164,2          | Philippe Gilbert  | Vincenzo Nibali |
| 13.ª etapa | 6 de sep  | Valls – Castelldefels                                     | etapa de media montaña   | 169            | Warren Barguil    | Vincenzo Nibali |
| 14.ª etapa | 7 de sep  | Bagá – San Julián de Loria                                | etapa de montaña         | 155,7          | Daniele Ratto     | Vincenzo Nibali |
| 15.ª etapa | 8 de sep  | Andorra la Vieja – Peyragudes                             | etapa de montaña         | 224,9          | Alexandre Geniez  | Vincenzo Nibali |
| 16.ª etapa | 9 de sep  | Graus – Sallent de Gállego                                | etapa de montaña         | 146,8          | Warren Barguil    | Vincenzo Nibali |
|            | 10 de sep | Día de descanso                                           | Día de descanso          |                |                   |                 |
| 17.ª etapa | 11 de sep | Calahorra – Burgos                                        | etapa llana              | 189            | Bauke Mollema     | Vincenzo Nibali |
| 18.ª etapa | 12 de sep | Burgos – Peña Cabarga                                     | etapa de montaña         | 186,5          | Vasil Kiryienka   | Vincenzo Nibali |
| 19.ª etapa | 13 de sep | San Vicente de la Barquera – Monte Naranco                | etapa de media montaña   | 181            | Joaquim Rodríguez | Chris Horner    |
| 20.ª etapa | 14 de sep | Avilés – Angliru                                          | etapa de montaña         | 142,2          | Kenny Elissonde   | Chris Horner    |
| 21.ª etapa | 15 de sep | Leganés – Madrid                                          | etapa llana              | 109,6          | Michael Matthews  | Chris Horner    |

## Clasificaciones finales

### Clasificación general
| \| Clasificación general \| Clasificación general \| Clasificación general \| Clasificación general \| Clasificación general \| \| Ciclista \| Ciclista \| Equipo \| Tiempo \| \| \| --------------------- \| --------------------- \| ---------------------- \| --------------------- \| --------------------- \| \| 1.º \| Chris Horner \| RadioShack-Leopard \| 84 h 36 min 04 s \| \| \| 2.º \| Vincenzo Nibali \| Astana \| + 37 s \| \| \| 3.º \| Alejandro Valverde \| Movistar Team \| + 1 min 36 s \| \| \| 4.º \| Joaquim Rodríguez \| Katusha \| + 3 min 22 s \| \| \| 5.º \| Nicolas Roche \| Saxo-Tinkoff \| + 7 min 11 s \| \| \| 6.º \| Domenico Pozzovivo \| AG2R La Mondiale \| + 8 min 00 s \| \| \| 7.º \| Thibaut Pinot \| FDJ.fr \| + 8 min 41 s \| \| \| 8.º \| Samuel Sánchez \| Euskaltel Euskadi \| + 9 min 51 s \| \| \| 9.º \| Leopold König \| NetApp-Endura \| + 10 min 11 s \| \| \| 10.º \| Dani Moreno \| Katusha \| + 13 min 11 s \| \| \| 11.º \| Tanel Kangert \| Astana \| + 14 min 05 s \| \| \| 12.º \| José Herrada \| Movistar Team \| + 16 min 48 s \| \| \| 13.º \| David Arroyo \| Caja Rural-Seguros RGA \| + 17 min 34 s \| \| \| 14.º \| Dominik Nerz \| BMC Racing Team \| + 19 min 26 s \| \| \| 15.º \| Michele Scarponi \| Lampre-Merida \| + 22 min 04 s \| \| \| 16.º \| André Cardoso \| Caja Rural-Seguros RGA \| + 25 min 03 s \| \| \| 17.º \| Robert Kiserlovski \| RadioShack-Leopard \| + 25 min 06 s \| \| \| 18.º \| Chris Anker Sørensen \| Saxo-Tinkoff \| + 27 min 02 s \| \| \| 19.º \| Rafał Majka \| Saxo-Tinkoff \| + 32 min 52 s \| \| \| 20.º \| Igor Antón \| Euskaltel Euskadi \| + 33 min 05 s \| \| |                      |                        |                  |
| |                      |                        |                  |
| Fuente: ProCyclingStats |                      |                        |                  |
| Clasificación general |                      |                        |                  |
| Ciclista | Ciclista             | Equipo                 | Tiempo           |
| 1.º | Chris Horner         | RadioShack-Leopard     | 84 h 36 min 04 s |
| 2.º | Vincenzo Nibali      | Astana                 | + 37 s           |
| 3.º | Alejandro Valverde   | Movistar Team          | + 1 min 36 s     |
| 4.º | Joaquim Rodríguez    | Katusha                | + 3 min 22 s     |
| 5.º | Nicolas Roche        | Saxo-Tinkoff           | + 7 min 11 s     |
| 6.º | Domenico Pozzovivo   | AG2R La Mondiale       | + 8 min 00 s     |
| 7.º | Thibaut Pinot        | FDJ.fr                 | + 8 min 41 s     |
| 8.º | Samuel Sánchez       | Euskaltel Euskadi      | + 9 min 51 s     |
| 9.º | Leopold König        | NetApp-Endura          | + 10 min 11 s    |
| 10.º | Dani Moreno          | Katusha                | + 13 min 11 s    |
| 11.º | Tanel Kangert        | Astana                 | + 14 min 05 s    |
| 12.º | José Herrada         | Movistar Team          | + 16 min 48 s    |
| 13.º | David Arroyo         | Caja Rural-Seguros RGA | + 17 min 34 s    |
| 14.º | Dominik Nerz         | BMC Racing Team        | + 19 min 26 s    |
| 15.º | Michele Scarponi     | Lampre-Merida          | + 22 min 04 s    |
| 16.º | André Cardoso        | Caja Rural-Seguros RGA | + 25 min 03 s    |
| 17.º | Robert Kiserlovski   | RadioShack-Leopard     | + 25 min 06 s    |
| 18.º | Chris Anker Sørensen | Saxo-Tinkoff           | + 27 min 02 s    |
| 19.º | Rafał Majka          | Saxo-Tinkoff           | + 32 min 52 s    |
| 20.º | Igor Antón           | Euskaltel Euskadi      | + 33 min 05 s    |

### Clasificación por puntos

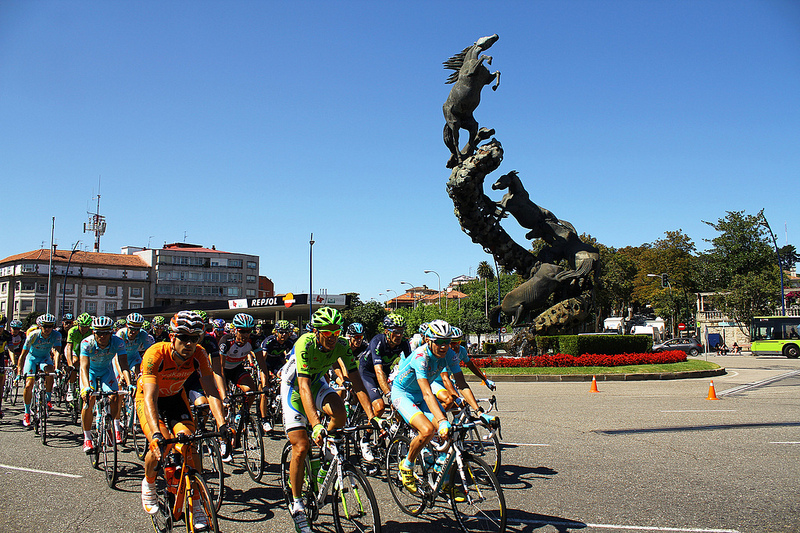
Imagen del paso de la Vuelta Ciclista a España por la Plaza de España de Vigo.

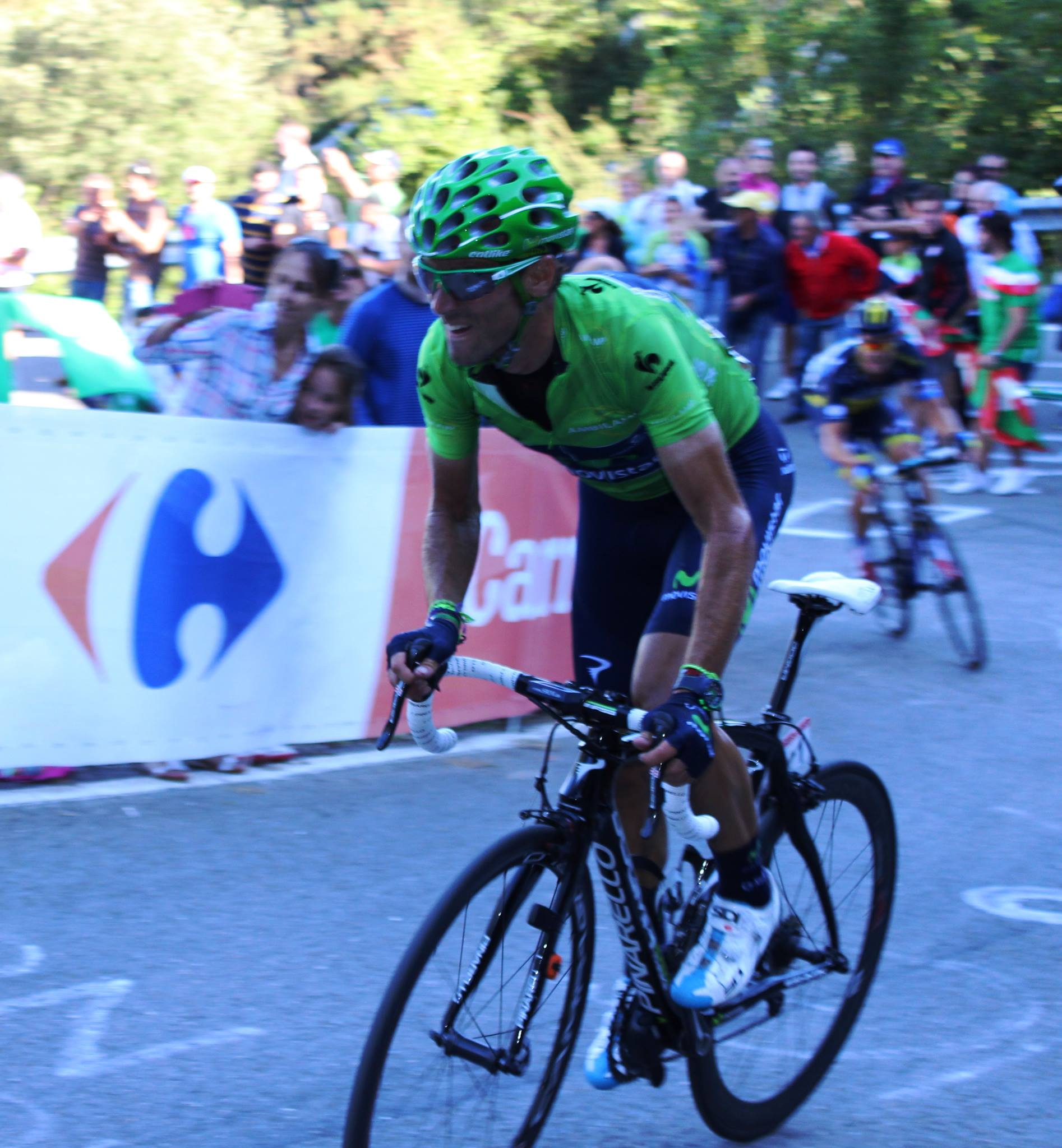
Valverde con el maillot de líder de la regularidad.

| Clasificación por puntos | Clasificación por puntos | Clasificación por puntos | Clasificación por puntos | Clasificación por puntos |
| Ciclista                 | Ciclista                 | Equipo                   | Puntos                   |                          |
| ------------------------ | ------------------------ | ------------------------ | ------------------------ | ------------------------ |
| 1.º                      | Alejandro Valverde       | Movistar Team            | 152 pts                  |                          |
| 2.º                      | Chris Horner             | RadioShack-Leopard       | 126 pts                  |                          |
| 3.º                      | Joaquim Rodríguez        | Katusha                  | 125 pts                  |                          |
| 4.º                      | Nicolas Roche            | Saxo-Tinkoff             | 122 pts                  |                          |
| 5.º                      | Dani Moreno              | Katusha                  | 119 pts                  |                          |
| 6.º                      | Vincenzo Nibali          | Astana                   | 111 pts                  |                          |
| 7.º                      | Maximiliano Richeze      | Lampre-Merida            | 84 pts                   |                          |
| 8.º                      | Edvald Boasson Hagen     | Team Sky                 | 83 pts                   |                          |
| 9.º                      | Michael Matthews         | Orica-GreenEDGE          | 78 pts                   |                          |
| 10.º                     | Bauke Mollema            | Belkin                   | 75 pts                   |                          |

### Clasificación de la montaña
| Clasificación de la montaña | Clasificación de la montaña | Clasificación de la montaña | Clasificación de la montaña | Clasificación de la montaña |
| Ciclista                    | Ciclista                    | Equipo                      | Puntos                      |                             |
| --------------------------- | --------------------------- | --------------------------- | --------------------------- | --------------------------- |
| 1.º                         | Nicolas Edet                | Cofidis, Solutions Crédits  | 46 pts                      |                             |
| 2.º                         | Chris Horner                | RadioShack-Leopard          | 32 pts                      |                             |
| 3.º                         | Daniele Ratto               | Cannondale                  | 30 pts                      |                             |
| 4.º                         | André Cardoso               | Caja Rural-Seguros RGA      | 26 pts                      |                             |
| 5.º                         | Vincenzo Nibali             | Astana                      | 23 pts                      |                             |
| 6.º                         | Amets Txurruka              | Caja Rural-Seguros RGA      | 22 pts                      |                             |
| 7.º                         | Kenny Elissonde             | FDJ.fr                      | 21 pts                      |                             |
| 8.º                         | Nicolas Roche               | Saxo-Tinkoff                | 19 pts                      |                             |
| 9.º                         | Vasil Kiryienka             | Team Sky                    | 18 pts                      |                             |
| 10.º                        | Michele Scarponi            | Lampre-Merida               | 17 pts                      |                             |

### Clasificación combinada
En la clasificación combinada se suman los puestos de los corredores en la clasificación general, la clasificación a puntos y la de la montaña. El corredor que menos puestos tenga en la suma de las tres camisas es el primero de la clasificación.
| Clasificación de la combinada | Clasificación de la combinada | Clasificación de la combinada | Clasificación de la combinada | Clasificación de la combinada |
| Ciclista                      | Ciclista                      | Equipo                        | Puntos                        |                               |
| ----------------------------- | ----------------------------- | ----------------------------- | ----------------------------- | ----------------------------- |
| 1.º                           | Chris Horner                  | RadioShack-Leopard            | 5 pts                         |                               |
| 2.º                           | Vincenzo Nibali               | Astana                        | 13 pts                        |                               |
| 3.º                           | Alejandro Valverde            | Movistar Team                 | 17 pts                        |                               |
| 4.º                           | Nicolas Roche                 | Saxo-Tinkoff                  | 17 pts                        |                               |
| 5.º                           | Joaquim Rodríguez             | Katusha                       | 27 pts                        |                               |

### Clasificación por equipos

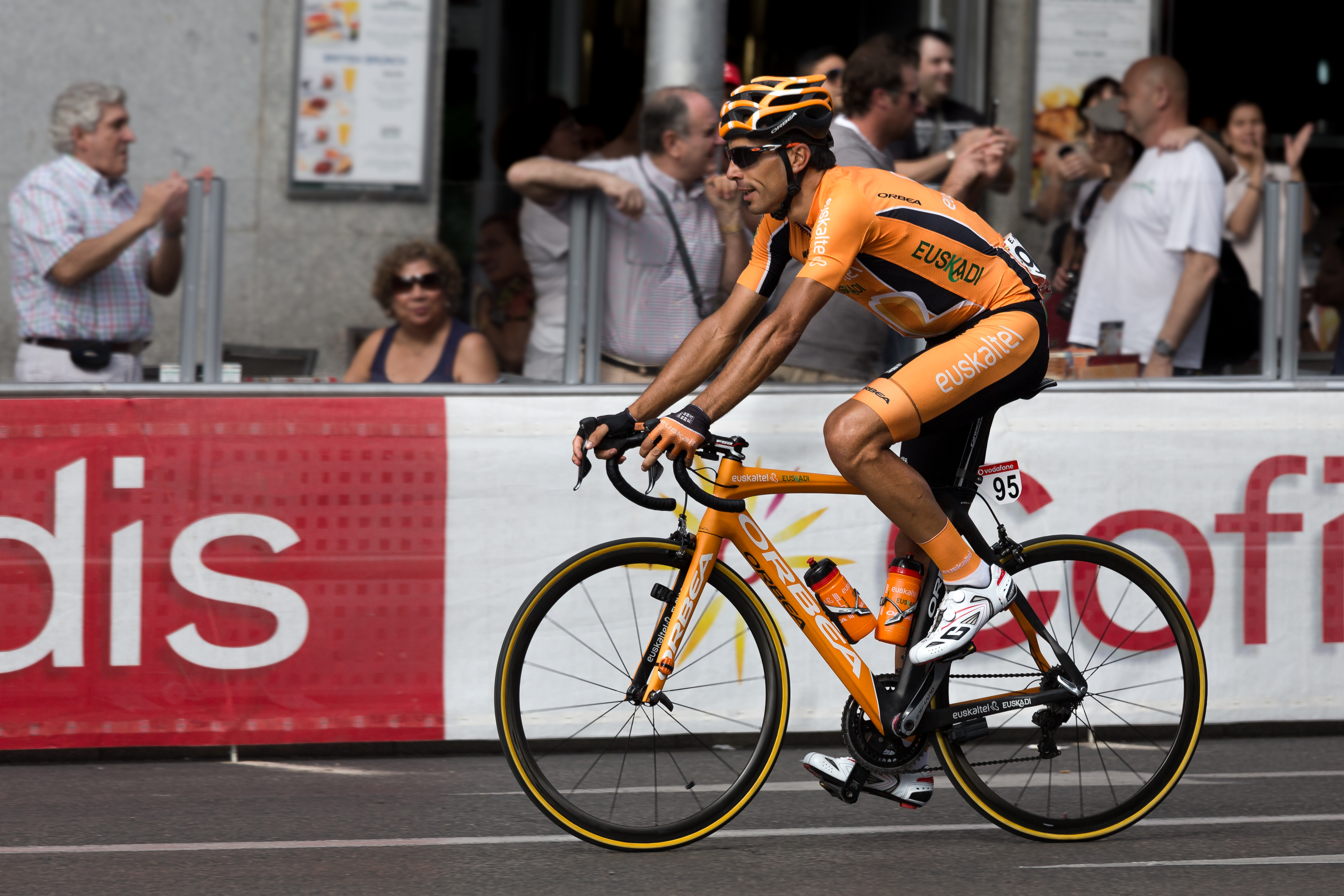
Egoi Martínez, del equipo Euskaltel Euskadi, ganador de la clasificación general por equipos.

| Clasificación por equipos | Clasificación por equipos | Clasificación por equipos | Clasificación por equipos |
| Equipo                    | Equipo                    | Tiempo                    |                           |
| ------------------------- | ------------------------- | ------------------------- | ------------------------- |
| 1.º                       | Euskaltel-Euskadi         | 253 h 29 min 35 s         |                           |
| 2.º                       | Movistar Team             | + 1 min 02 s              |                           |
| 3.º                       | Astana                    | + 1 min 30 s              |                           |
| 4.º                       | Saxo-Tinkoff              | + 9 min 56 s              |                           |
| 5.º                       | Caja Rural-Seguros RGA    | + 33 min 48 s             |                           |
| 6.º                       | Katusha                   | + 45 min 21 s             |                           |
| 7.º                       | RadioShack-Leopard        | + 46 min 54 s             |                           |
| 8.º                       | NetApp-Endura             | + 52 min 29 s             |                           |
| 9.º                       | FDJ.fr                    | + 1 h 01 min 21 s         |                           |
| 10.º                      | BMC Racing Team           | + 1 h 56 min 46 s         |                           |

### Premio de la combatividad
| Posición | Ciclista         | Equipo                 |
| -------- | ---------------- | ---------------------- |
|          | Javier Aramendia | Caja Rural-Seguros RGA |

## Evolución de las clasificaciones
| Etapa                   |                          | Ganador _         | Clasificación general | Puntos             | Montaña       | Combatividad         | Combinada     | Equipo             |
| ----------------------- | ------------------------ | ----------------- | --------------------- | ------------------ | ------------- | -------------------- | ------------- | ------------------ |
| 1.ª etapa               | contrarreloj por equipos | Astana            | Janez Brajkovič       | no otorgado        | no otorgado   | Janez Brajkovič      | no otorgado   | Astana             |
| 2.ª etapa               | etapa de media montaña   | Nicolas Roche     | Vincenzo Nibali       | Nicolas Roche      | Nicolas Roche | Alex Rasmussen       | Nicolas Roche | RadioShack-Leopard |
| 3.ª etapa               | etapa llana              | Chris Horner      | Chris Horner          | Nicolas Roche      | Nicolas Roche | Pablo Urtasun        | Nicolas Roche | RadioShack-Leopard |
| 4.ª etapa               | etapa de media montaña   | Dani Moreno       | Vincenzo Nibali       | Dani Moreno        | Nicolas Roche | Nicolas Edet         | Nicolas Roche | RadioShack-Leopard |
| 5.ª etapa               | etapa de media montaña   | Michael Matthews  | Vincenzo Nibali       | Dani Moreno        | Nicolas Roche | Antonio Piedra       | Nicolas Roche | RadioShack-Leopard |
| 6.ª etapa               | etapa llana              | Michael Mørkøv    | Vincenzo Nibali       | Michael Matthews   | Nicolas Roche | Tony Martin          | Nicolas Roche | RadioShack-Leopard |
| 7.ª etapa               | etapa llana              | Zdeněk Štybar     | Vincenzo Nibali       | Michael Matthews   | Nicolas Roche | Javier Aramendia     | Nicolas Roche | RadioShack-Leopard |
| 8.ª etapa               | etapa de media montaña   | Leopold König     | Nicolas Roche         | Dani Moreno        | Nicolas Roche | Antonio Piedra       | Nicolas Roche | Saxo-Tinkoff       |
| 9.ª etapa               | etapa de media montaña   | Dani Moreno       | Dani Moreno           | Dani Moreno        | Nicolas Roche | Javier Aramendia     | Dani Moreno   | Movistar Team      |
| 10.ª etapa              | etapa de montaña         | Chris Horner      | Chris Horner          | Dani Moreno        | Chris Horner  | Juan Antonio Flecha  | Chris Horner  | Saxo-Tinkoff       |
| 11.ª etapa              | contrarreloj individual  | Fabian Cancellara | Vincenzo Nibali       | Dani Moreno        | Chris Horner  | Fabian Cancellara    | Nicolas Roche | Astana             |
| 12.ª etapa              | etapa llana              | Philippe Gilbert  | Vincenzo Nibali       | Dani Moreno        | Chris Horner  | Fabricio Ferrari     | Nicolas Roche | Astana             |
| 13.ª etapa              | etapa de media montaña   | Warren Barguil    | Vincenzo Nibali       | Dani Moreno        | Chris Horner  | Michele Scarponi     | Nicolas Roche | Astana             |
| 14.ª etapa              | etapa de montaña         | Daniele Ratto     | Vincenzo Nibali       | Alejandro Valverde | Daniele Ratto | Daniele Ratto        | Chris Horner  | Astana             |
| 15.ª etapa              | etapa de montaña         | Alexandre Geniez  | Vincenzo Nibali       | Alejandro Valverde | Nicolas Edet  | Alexandre Geniez     | Chris Horner  | Astana             |
| 16.ª etapa              | etapa de montaña         | Warren Barguil    | Vincenzo Nibali       | Alejandro Valverde | Nicolas Edet  | Juan Antonio Flecha  | Chris Horner  | Euskaltel-Euskadi  |
| 17.ª etapa              | etapa llana              | Bauke Mollema     | Vincenzo Nibali       | Alejandro Valverde | Nicolas Edet  | Javier Aramendia     | Chris Horner  | Euskaltel-Euskadi  |
| 18.ª etapa              | etapa de montaña         | Vasil Kiryienka   | Vincenzo Nibali       | Alejandro Valverde | Nicolas Edet  | Egoi Martínez        | Chris Horner  | Euskaltel-Euskadi  |
| 19.ª etapa              | etapa de media montaña   | Joaquim Rodríguez | Chris Horner          | Alejandro Valverde | Nicolas Edet  | Edvald Boasson Hagen | Chris Horner  | Euskaltel-Euskadi  |
| 20.ª etapa              | etapa de montaña         | Kenny Elissonde   | Chris Horner          | Alejandro Valverde | Nicolas Edet  | David Arroyo         | Chris Horner  | Euskaltel-Euskadi  |
| 21.ª etapa              | etapa llana              | Michael Matthews  | Chris Horner          | Alejandro Valverde | Nicolas Edet  | Pablo Urtasun        | Chris Horner  | Euskaltel-Euskadi  |
| Clasificaciones finales | Clasificaciones finales  |                   | Chris Horner          | Alejandro Valverde | Nicolas Edet  | Javier Aramendia     | Chris Horner  | Euskaltel Euskadi  |

## Lista de puertos especiales y de primera
La siguiente lista incluye los puertos de montaña más importantes por donde pasó la carrera, los de categoría especial (ESP) y los de 1.ª categoría. Fueron 3 puertos de categoría especial y 12 de 1.ª categoría. Además, aunque no se incluyan, también figuraron en el recorrido de la Vuelta 7 puertos de 2.ª categoría y 17 de 3.ª para un total de 39 puertos de montaña.
| Etapa      | Puertos                | Desnivel | Distancia | % Medio | Categoría | 1.er corredor en pasar |
| ---------- | ---------------------- | -------- | --------- | ------- | --------- | ---------------------- |
| 1.ª etapa  | Sin puertos ESP o 1.ª  |          |           |         |           |                        |
| 2.ª etapa  | Alto do Monte da Groba | 620 m    | 11 km     | 5,60 %  | 1.ª       | Nicolas Roche          |
| 3.ª etapa  | Sin puertos ESP o 1.ª  |          |           |         |           |                        |
| 4.ª etapa  | Sin puertos ESP o 1.ª  |          |           |         |           |                        |
| 5.ª etapa  | Sin puertos ESP o 1.ª  |          |           |         |           |                        |
| 6.ª etapa  | Sin puertos ESP o 1.ª  |          |           |         |           |                        |
| 7.ª etapa  | Sin puertos ESP o 1.ª  |          |           |         |           |                        |
| 8.ª etapa  | Alto de Peñas Blancas  | 960 m    | 14,5 km   | 6,60%   | 1.ª       | Leopold König          |
| 9.ª etapa  | Sin puertos ESP o 1.ª  |          |           |         |           |                        |
| 10.ª etapa | Alto de Monachil       | 665 m    | 8,5 km    | 7,7%    | 1.ª       | Diego Ulissi           |
| 10.ª etapa | Alto de Hazallanas     | 840 m    | 15,8 km   | 5%      | ESP       | Chris Horner           |
| 11.ª etapa | Sin puertos ESP o 1.ª  |          |           |         |           |                        |
| 12.ª etapa | Sin puertos ESP o 1.ª  |          |           |         |           |                        |
| 13.ª etapa | Alto del Rat Penat     | 460 m    | 4,3 km    | 10,6%   | 1.ª       | Michele Scarponi       |
| 14.ª etapa | Puerto de Envalira     | 1390 m   | 26,7 km   | 5,2%    | ESP       | Philippe Gilbert       |
| 14.ª etapa | Collada de la Gallina  | 580 m    | 7,2 km    | 8%      | 1.ª       | Daniele Ratto          |
| 15.ª etapa | Puerto del Cantó       | 1040 m   | 24,4 km   | 4,2%    | 1.ª       | Nicolas Edet           |
| 15.ª etapa | Puerto de la Bonaigua  | 1110 m   | 20 km     | 5,5%    | 1.ª       | Nicolas Edet           |
| 15.ª etapa | Port de Balès          | 1195 m   | 19,2 km   | 6,2%    | 1.ª       | André Cardoso          |
| 15.ª etapa | Peyragudes             | 800 m    | 16,7 km   | 4,7%    | 1.ª       | Alexandre Geniez       |
| 16.ª etapa | Aramón Formigal        | 640 m.   | 15,8 km.  | 4%      | 1.ª       | Warren Barguil         |
| 17.ª etapa | Sin puertos ESP o 1.ª  |          |           |         |           |                        |
| 18.ª etapa | Peña Cabarga           | 545 m.   | 5,9 km.   | 9,2%    | 1.ª       | Vasil Kirienka         |
| 19.ª etapa | Sin puertos ESP o 1.ª  |          |           |         |           |                        |
| 20.ª etapa | Alto del Cordal        | 510 m.   | 5,3 km.   | 9,60%   | 1.ª       | Paolo Tiralongo        |
| 20.ª etapa | Alto de L'Angliru      | 1.245 m  | 12,2 km   | 10,20%  | ESP       | Kenny Elissonde        |
| 21.ª etapa | Sin puertos ESP o 1.ª  |          |           |         |           |                        |

## Abandonos
Se produjeron 54 abandonos, quedando 144 corredores en carrera. La siguiente es la lista de deserciones (se incluyen abandonos y expulsiones):
| Etapa | Fecha            | Recorrido                                        | km    | Ciclista                  | Equipo                  | Motivos                                                                               |
| 1.ª   | 24 de agosto     | Villanueva de Arosa-Sangenjo                     | 27    | Theo Bos                  | Belkin                  | No tomó la salida al dar valores bajos de cortisona                                   |
| 2.ª   | 25 de agosto     | Pontevedra-Bayona (Alto do Monte da Groba)       | 176,8 | Koldo Fernández de Larrea | Garmin Sharp            | No tomó la salida debido a una caída del día anterior                                 |
| 5.ª   | 28 de agosto     | Sober-Lago de Sanabria                           | 168,4 | Wesley Sulzberger         | Orica GreenEDGE         | No tomó la salida debido a una caída del día anterior                                 |
| 8.ª   | 31 de agosto     | Jerez de la Frontera-Alto de Peñas Blancas       | 170   | Daniel Martin             | Garmin Sharp            | No tomó la salida debido a una caída del día anterior                                 |
| 10.ª  | 2 de septiembre  | Torredelcampo-Güéjar Sierra (Alto de Hazallanas) | 186,8 | Bart De Clercq            | Lotto-Belisol           | Caída durante la salida neutralizada de la etapa.                                     |
| 10.ª  | 2 de septiembre  | Torredelcampo-Güéjar Sierra (Alto de Hazallanas) | 186,8 | Guillaume Boivin          | Cannondale              | Caída durante la salida neutralizada de la etapa.                                     |
| 10.ª  | 2 de septiembre  | Torredelcampo-Güéjar Sierra (Alto de Hazallanas) | 186,8 | Alberto Losada            | Katusha                 | Caída durante la salida neutralizada de la etapa (fractura de radio).                 |
| 10.ª  | 2 de septiembre  | Torredelcampo-Güéjar Sierra (Alto de Hazallanas) | 186,8 | Barry Markus              | Vacansoleil-DCM         |                                                                                       |
| 10.ª  | 2 de septiembre  | Torredelcampo-Güéjar Sierra (Alto de Hazallanas) | 186,8 | Thomas de Gendt           | Vacansoleil-DCM         | Expulsado por agarrarse de un coche                                                   |
| 10.ª  | 2 de septiembre  | Torredelcampo-Güéjar Sierra (Alto de Hazallanas) | 186,8 | Andrew Fenn               | Omega Pharma-Quick Step | Expulsado por agarrarse de un coche                                                   |
| 11.ª  | 4 de septiembre  | Tarazona-Tarazona                                | 38,8  | Iván Velasco              | Caja Rural-Seguros RGA  | No tomó la salida debido a una caída del día anterior (fractura de trocánter)         |
| 11.ª  | 4 de septiembre  | Tarazona-Tarazona                                | 38,8  | Matteo Montaguti          | Ag2r La Mondiale        |                                                                                       |
| 11.ª  | 4 de septiembre  | Tarazona-Tarazona                                | 38,8  | Kevin De Weert            | Omega Pharma-Quick Step | Abandono al sufrir varias fracturas en una caída                                      |
| 12.ª  | 5 de septiembre  | Maella-Tarragona                                 | 164,2 | Marco Pinotti             | BMC Racing              |                                                                                       |
| 12.ª  | 5 de septiembre  | Maella-Tarragona                                 | 164,2 | Geoffrey Soupe            | FDJ.fr                  |                                                                                       |
| 13.ª  | 6 de septiembre  | Valls-Castelldefels                              | 169   | Sebastian Lander          | BMC Racing              |                                                                                       |
| 13.ª  | 6 de septiembre  | Valls-Castelldefels                              | 169   | Vicente Reynés            | Lotto Belisol           |                                                                                       |
| 13.ª  | 6 de septiembre  | Valls-Castelldefels                              | 169   | Pablo Lastras             | Movistar                | Abandono al sufrir varias fracturas en una caída                                      |
| 13.ª  | 6 de septiembre  | Valls-Castelldefels                              | 169   | Stef Clement              | Belkin                  | Abandono tras una caída                                                               |
| 13.ª  | 6 de septiembre  | Valls-Castelldefels                              | 169   | Laurens ten Dam           | Belkin                  | Abandono tras no recuperarse de una caída sufrida en la contrarreloj                  |
| 13.ª  | 6 de septiembre  | Valls-Castelldefels                              | 169   | Laurent Mangel            | FDJ.fr                  |                                                                                       |
| 13.ª  | 6 de septiembre  | Valls-Castelldefels                              | 169   | David de la Cruz          | NetApp-Endura           |                                                                                       |
| 14.ª  | 7 de septiembre  | Bagá-Collada de la Gallina                       | 155,7 | Simon Gerrans             | Orica GreenEDGE         | No tomó la salida debido a una caída sufrida en la 3.ª etapa                          |
| 14.ª  | 7 de septiembre  | Bagá-Collada de la Gallina                       | 155,7 | Sam Bewley                | Orica GreenEDGE         |                                                                                       |
| 14.ª  | 7 de septiembre  | Bagá-Collada de la Gallina                       | 155,7 | Steve Chainel             | Ag2r La Mondiale        |                                                                                       |
| 14.ª  | 7 de septiembre  | Bagá-Collada de la Gallina                       | 155,7 | Ramon Sinkeldam           | Argos-Shimano           |                                                                                       |
| 14.ª  | 7 de septiembre  | Bagá-Collada de la Gallina                       | 155,7 | Luis León Sánchez         | Belkin                  | Abandono por hipotermia                                                               |
| 14.ª  | 7 de septiembre  | Bagá-Collada de la Gallina                       | 155,7 | Ivan Basso                | Cannondale              | Abandono por hipotermia                                                               |
| 14.ª  | 7 de septiembre  | Bagá-Collada de la Gallina                       | 155,7 | Cyril Bessy               | Cofidis                 |                                                                                       |
| 14.ª  | 7 de septiembre  | Bagá-Collada de la Gallina                       | 155,7 | Michel Kreder             | Garmin Sharp            |                                                                                       |
| 14.ª  | 7 de septiembre  | Bagá-Collada de la Gallina                       | 155,7 | Nick Nuyens               | Garmin Sharp            |                                                                                       |
| 14.ª  | 7 de septiembre  | Bagá-Collada de la Gallina                       | 155,7 | Greg Henderson            | Lotto Belisol           |                                                                                       |
| 14.ª  | 7 de septiembre  | Bagá-Collada de la Gallina                       | 155,7 | Jurgen Van de Walle       | Lotto Belisol           |                                                                                       |
| 14.ª  | 7 de septiembre  | Bagá-Collada de la Gallina                       | 155,7 | Jelle Vanendert           | Lotto Belisol           |                                                                                       |
| 14.ª  | 7 de septiembre  | Bagá-Collada de la Gallina                       | 155,7 | Haimar Zubeldia           | RadioShack Leopard      |                                                                                       |
| 14.ª  | 7 de septiembre  | Bagá-Collada de la Gallina                       | 155,7 | Roman Kreuziger           | Saxo-Tinkoff            |                                                                                       |
| 14.ª  | 7 de septiembre  | Bagá-Collada de la Gallina                       | 155,7 | Wout Poels                | Vacansoleil-DCM         |                                                                                       |
| 14.ª  | 7 de septiembre  | Bagá-Collada de la Gallina                       | 155,7 | Lieuwe Westra             | Vacansoleil-DCM         |                                                                                       |
| 15.ª  | 8 de septiembre  | Andorra-Peyragudes                               | 224,9 | Tomasz Marczynski         | Vacansoleil-DCM         |                                                                                       |
| 15.ª  | 8 de septiembre  | Andorra-Peyragudes                               | 224,9 | Luke Rowe                 | Sky                     |                                                                                       |
| 15.ª  | 8 de septiembre  | Andorra-Peyragudes                               | 224,9 | Baden Cooke               | Orica GreenEDGE         |                                                                                       |
| 15.ª  | 8 de septiembre  | Andorra-Peyragudes                               | 224,9 | Philippe Gilbert          | BMC Racing              |                                                                                       |
| 15.ª  | 8 de septiembre  | Andorra-Peyragudes                               | 224,9 | Graeme Brown              | Belkin                  |                                                                                       |
| 15.ª  | 8 de septiembre  | Andorra-Peyragudes                               | 224,9 | Tony Martin               | Omega Pharma-Quick Step |                                                                                       |
| 15.ª  | 8 de septiembre  | Andorra-Peyragudes                               | 224,9 | Zdeněk Štybar             | Omega Pharma-Quick Step |                                                                                       |
| 15.ª  | 8 de septiembre  | Andorra-Peyragudes                               | 224,9 | Kristof Vandewalle        | Omega Pharma-Quick Step |                                                                                       |
| 15.ª  | 8 de septiembre  | Andorra-Peyragudes                               | 224,9 | Simone Stortoni           | Lampre-Merida           |                                                                                       |
| 15.ª  | 8 de septiembre  | Andorra-Peyragudes                               | 224,9 | Daniel Schorn             | NetApp-Endura           |                                                                                       |
| 18.ª  | 12 de septiembre | Burgos-Peña Cabarga                              | 186,5 | Fabian Cancellara         | RadioShack Leopard      | No inició la etapa para preparar la contrarreloj por equipos del Campeonato del mundo |
| 18.ª  | 12 de septiembre | Burgos-Peña Cabarga                              | 186,5 | Jussi Veikkanen           | FDJ.fr                  |                                                                                       |
| 19.ª  | 13 de septiembre | San Vicente de la Barquera-Alto del Naranco      | 181   | Johnny Hoogerland         | Vacansoleil-DCM         |                                                                                       |
| 19.ª  | 13 de septiembre | San Vicente de la Barquera-Alto del Naranco      | 181   | Maxim Iglinskiy           | Astana                  |                                                                                       |
| 20.ª  | 14 de septiembre | Avilés-Angliru                                   | 142,2 | Salvatore Puccio          | Sky                     | No tomó la salida                                                                     |
| 20.ª  | 14 de septiembre | Avilés-Angliru                                   | 122   | Thierry Hupond            | Team Argos-Shimano      | Al hospital tras una caída en El Cordal                                               |

## Banda sonora
Este año la sintonía de la Vuelta perteneció a la canción «Mambo», del gaitero Carlos Núñez.

## Galería
- Vídeo del paso de la Vuelta Ciclista a España por la localidad de Puenteareas.